# Viyaleta Bardzilouskaya
Viyaleta Bardzilouskaya (en biélorusse : Віялета Аляксандраўна Бардзілоўская), née le 7 juin 2005 à Moguilev en Biélorussie, est une gymnaste trampoline biélorusse.
Elle est championne d'Europe junior 2021 de trampoline. Elle participe aux Jeux olympiques d'été de 2024 à Paris en tant qu'athlète neutre individuelle et remporte la médaille d'argent en finale individuelle.

## Biographie

### Jeunesse
Viyaleta Aleksandrovna Bardzilouskaya naît le 7 juin 2005 à Moguilev en Biélorussie. Elle commence à quatre ans la gymnastique sur trampoline. Le nom Bardzilouskaya est la forme féminine de Bardzilouski.

### Carrière sportive
Viyaleta Bardzilouskaya se classe 19e en individuel aux compétitions mondiales de 2017 dans la catégorie 11-12 ans. Elle participe aux championnats d'Europe juniors 2021 et remporte la médaille d'or dans la compétition de synchro avec sa partenaire Maryia Siarheyeva. L'équipe biélorusse de trampoline remporte également la médaille d'argent derrière la Russie. Puis, lors des compétitions mondiales par groupes d'âge de 2021, Viyaleta Bardzilouskaya et Maryia Siarheyeva remportent la médaille d'argent en synchro. Viyaleta Bardzilouskaya se classe 49e dans la compétition individuelle.
Viyaleta Bardzilouskaya fait ses débuts internationaux seniors en février 2022 lors de la Coupe du monde de Bakou, elle termine septième de la finale individuelle. La Fédération internationale de gymnastique (FIG) interdit en mars 2022 les athlètes russes et biélorusses en raison de l'invasion russe de l'Ukraine. Viyaleta Bardzilouskaya continue à participer à des compétitions nationales, remportant le titre national individuel biélorusse en 2022. En 2024, la Fédération internationale de gymnastique permet à certains athlètes de revenir à la compétition internationale en tant que « athlètes neutres individuels ». Elle reprend donc la compétition internationale lors de la Coupe du monde de Bakou 2024 et termine dixième en demi-finale, devenant ainsi la première réserve pour la finale. Elle participe ensuite à la Coupe du monde de Cottbus et se classe 12e.
Viyaleta Bardzilouskaya se qualifie pour les Jeux olympiques de 2024 grâce à ses résultats lors des séries de la Coupe du monde 2024,. En juin 2024, elle est autorisée par le Comité international olympique à concourir en tant qu'athlète neutre individuelle. Aux Jeux olympiques de Paris, elle remporte la médaille d'argent dans la compétition individuelle de trampoline derrière la Britannique Bryony Page. Elle est la première des 32 athlètes neutres individuels à remporter une médaille,.